# 乐凯撒披萨
深圳市乐凯撒比萨餐饮管理有限公司簡稱乐凯撒披萨或樂凱撒，是中華人民共和國一家披薩連鎖店。

## 歷史
乐凯撒披萨成立于2009年的广东深圳，由陈宁創辦。乐凯撒披萨曾首创榴莲披萨。2015年得到红杉资本投資後加快发展。截至2022年，乐凯撒披萨是中國大陸年收益排名第四的披薩連鎖店，年收益7亿元人民幣，僅次於必胜客（132亿元）、尊宝比萨（21亿元）、达美乐（21亿元）。截至2024年年初，樂凱撒披薩在中國12个城市拥有近200家直营门店，接近130家门店位於广州、深圳。2024年1月，乐凯撒宣布开放特许经营。